# Tor (Egito)
Tor ou Toro (em árabe: الطور; romaniz.: Aṭ Ṭūr) é uma cidade do Egito, capital da província do Sinai do Sul. Tem 60 quilômetros quadrados e de acordo com o censo de 2018, havia 35046 residentes. Abriga o Mosteiro de Ruto, do século VI, submetido à UNESCO como patrimônio cultural em 1994.